# Anne Speke
Anne Speke (1740 – 1797) è stata una nobildonna inglese.

## Biografia
Era la figlia di George Speke.

## Matrimonio
Sposò, il 20 maggio 1756, Frederick North, figlio di Francis North, I conte di Guilford e di Lady Lucy Montague. Ebbero sei figli:
- George North, III conte di Guilford (11 settembre 1757-20 aprile 1802);
- Lady Catherine Anne (16 febbraio 1760-6 febbraio 1817), sposò Sylvester Douglas, I barone Glenbervie, non ebbero figli;
- Francis North, IV conte di Guilford (25 dicembre 1761-11 gennaio 1817);
- Lady Charlotte North (?-25 ottobre 1849), sposò John Lindsay, non ebbero figli;
- Lady Anne (?-18 gennaio 1832), sposò John Holroyd, I conte di Sheffield, ebbero due figli;
- Frederick North, V conte di Guilford (7 febbraio 1766-14 ottobre 1827).

## Morte
Morì nel 1797.